# Le Puits et le Pendule (film 1909)
Le Puits et le Pendule è un cortometraggio muto del 1909 diretto da Henri Desfontaines. Il cortometraggio ha avuto un remake dell'omonimo titolo de Le puits et le pendule nel 1964, sceneggiato e diretto da Alexandre Astruc per la Radio Television Française (RTF).

## Trama
Primo film sul racconto Il pozzo e il pendolo di Edgar Allan Poe. Ai tempi dell'Inquisizione spagnola, un condannato a morte è costretto ad essere ucciso dal pendolo. Ma i muri della stanza del pozzo però, iniziano a muoversi e il pendolo precipita verso nel pozzo. Il finale mostra la salvezza del protagonista.